# Arisemus rhamphos
Arisemus rhamphos és una espècie d'insecte dípter pertanyent a la família dels psicòdids que es troba a Sud-amèrica: Veneçuela.